# Kay Khine Lwin
Kay Khine Lwin (* 28. August 1978) ist eine ehemalige myanmarische Leichtathletin, die sich auf den Sprint spezialisiert hat. Sie ist Inhaberin des Landesrekords über 200 m und feierte ihren größten sportlichen Erfolg mit dem Gewinn der Goldmedaille über 200 m bei den Südostasienspielen 2005.

## Sportliche Laufbahn
Erste Erfahrungen bei internationalen Meisterschaften sammelte Kay Khine Lwin im Jahr 2003, als sie bei den Südostasienspielen in Hanoi in 55,44 s die Bronzemedaille im 400-Meter-Lauf hinter den Vietnamesinnen Nguyễn Thị Tình und Dương Thị Hồng gewann. Zudem belegte sie in 11,74 s den fünften Platz im 100-Meter-Lauf und erreichte über 200 m nach 24,31 s Rang fünf. Des Weiteren sicherte sie sich in 3:43,66 min die Silbermedaille mit der myanmarischen 4-mal-400-Meter-Staffel hinter dem Team aus Vietnam. 2005 siegte sie dann bei den Südostasienspielen in Manila in 23,77 s im 200-Meter-Lauf und gewann in 54,10 s die Silbermedaille über 400 m hinter ihrer Landsfrau Yin Yin Khine. Zudem siegte sie in 3:35,68 min auch im Staffelbewerb. 2007 startete sie dank einer Wildcard über 200 m bei den Weltmeisterschaften in Osaka und kam dort mit 24,50 s nicht über die erste Runde hinaus. Im Dezember gewann sie bei den Südostasienspielen in Nakhon Ratchasima in 23,85 s die Bronzemedaille über 200 m hinter der Vietnamesin Vũ Thị Hương und Orranut Klomdee aus Thailand. Zudem sicherte sie sich in 3:40,60 min die Silbermedaille hinter dem Team aus Thailand. 2009 gewann sie bei den Südostasienspielen in Vientiane in 24,00 s die Silbermedaille über 200 m hinter Vũ Thị Hương aus Vietnam und über 400 m musste sie sich in 54,25 s nur der Thailänderin Treewadee Yongphan geschlagen geben. Auch im Staffelbewerb sicherte sie sich in 3:43,29 min die Silbermedaille hinter Thailand. Im Jahr darauf schied sie bei den Hallenweltmeisterschaften in Doha mit 60,78 s in der ersten Runde über 400 m aus und nahm dann im November an den Asienspielen in Guangzhou teil und schied dort mit 25,20 s in der Vorrunde über 200 m aus. Zudem belegte sie mit der Staffel in 3:55,24 min den sechsten Platz. 2011 gewann sie bei den Südostasienspielen in Palembang in 55,28 s die Bronzemedaille über 400 m hinter Treewadee Yongphan aus Thailand und der Vietnamesin Nguyễn Thị Thúy. Zudem wurde sie im Staffelbewerb nach 3:45,46 min Vierte und erreichte im 200-Meter-Lauf in 24,52 s Rang fünf. 2013 klassierte sie sich bei den Südostasienspielen in Naypyidaw mit 12,23 s auf dem siebten Platz über 100 m und beendete daraufhin ihre aktive sportliche Karriere im Alter von 35 Jahren.
2009 wurde Kay Lhine Lwin myanmarische Meisterin im 200-Meter-Lauf.

## Persönliche Bestleistungen
- 100 Meter: 11,67 s, 22. September 2005 in Penang
- 200 Meter: 23,38 s, 24. September 2005 in Penang (myanmarischer Rekord)
- 400 Meter: 54,10 s, 29. November 2005 in Manila
  - 400 Meter (Halle): 60,78 s, 12. März 2010 in Doha